# Edgar Dikan
Edgar Dikan (Abrabroki (Paramaribo), 26 april 1971) is een Surinaams diplomaat en politicus. Hij was tijdens zijn loopbaan veel betrokken bij Frans-Guyana en was daar vier jaar lang consul-generaal. Van 2015 tot 2020 was hij minister van Regionale Ontwikkeling.

## Biografie
Dikan werd geboren in Paramaribo en groeide op in het zuiden van de stad in het ressort Abrabroki. Hij behaalde zijn certificaat voor de Algemeen Vormende Fase aan het Surinaams Pedagogisch Instituut en vervolgde daarna zijn studie in rechten aan de Anton de Kom Universiteit. Tijdens zijn juridische stage in 1999/2000 deed hij onder meer onderzoek naar het bloedbad van Moiwana van 1986. Ook onderzocht hij een geplande ontsluitingsweg in het regenwoud van Frans-Guyana. In 2003 behaalde hij de titel van Meester in de Rechten.
Ondertussen was hij een van de oprichters en directeur van het drietalige weekblad Alibi Fu Aliba en organiseerde hij cursussen in de taal, tradities en cultuur van de marrons. Zelf spreekt hij Sranantongo (Surinaams) en Aukaans. Van 2005 tot 2006 was hij deels onderwijzer Nederlands in Frans-Guyana deels beleidsmedewerker voor het ontwikkelen van de Frans-Surinaamse samenwerking op onderwijsgebied.
In 2006 kwam hij in dienst van het Ministerie voor Buitenlandse Zaken. In het eerste jaar was hij hier hoofdambtenaar en vervolgens stond hij vier jaar lang aan het hoofd van het consulaat in Cayenne, de hoofdstad van Frans-Guyana (2007-2011). Hierna was hij nog een tijd beleidscoördinator op het ministerie en vervolgens drie jaar lang adviseur voor im- en export met Frans-Guyana.
Hij werkte bij elkaar rond twaalf jaar in (relatie met) Frans-Guyana toen hij in augustus 2015 aantrad als minister van Regionale Ontwikkeling in het tweede kabinet van Desi Bouterse. Vijf jaar eerder was hij ook al voor deze functie gevraagd maar achtte zich daar toen nog niet rijp genoeg voor. Politiek is hij gelieerd aan de Broederschap en Eenheid in de Politiek (BEP). Hij bleef een volle kabinetsperiode aan, tot hij in 2020 werd opgevolgd door Gracia Emanuël.
Tijdens de verkiezingen van 2025 stond hij op nummer 2 van de lijst van BEP.